# Tell Hammam et-Turkman
Koordinaten: 36° 28′ 56″ N, 39° 3′ 25″ O
Tell Hammam et-Turkman ist eine archäologische Ausgrabungsstätte im Belich-Tal in Nordsyrien, unweit des Fundortes Tell Sabi Abyad und rund 80 km nördlich der Stadt ar-Raqqa. Der Tell liegt am linken Ufer des Belich und hat einen Durchmesser von 500 m und ist 45 m hoch. 500 m nördlich liegt das moderne Dorf Damešliyye.
Der Fundort wurde von den Universitäten Amsterdam und Leiden archäologisch untersucht. Dabei ließen sich Siedlungsspuren vom präkeramischen Neolithikum bis in römische und parthische Zeit nachweisen. Insgesamt zehn Siedlungsstrata lassen sich unterscheiden. Schwerpunkt der Forschungstätigkeiten waren die der Mittelbronzezeit zuzurechnenden Schichten. Außerdem ist Hammam et-Turkman für ein monumentales Gebäude aus der Uruk-Zeit bekannt. In den Strata gibt es ab 1200 v. Chr. eine Besiedlungslücke für fast ein Jahrtausend, bevor der Ort als ein Garnisonsort wieder besiedelt worden ist. 
Die historische Bezeichnung der Siedlung ist unbekannt. Die ursprüngliche Vermutung, es könne sich um die aus Tontafeln bekannte Stadt Zalpa handeln, ließ sich bislang nicht bestätigen.